# Solanum riparium
Solanum riparium är en potatisväxtart som beskrevs av Christiaan Hendrik Persoon. Solanum riparium ingår i släktet skattor som ingår i familjen potatisväxter. Inga underarter finns listade i Catalogue of Life.